# Sant Julià de Solanell
Sant Julià de Solanell és l'antiga església parroquial del poble de Solanell, en el municipi de Montferrer i Castellbò (Alt Urgell). Actualment abandonada, està inclosa en l'Inventari del Patrimoni Arquitectònic de Catalunya.

## Descripció
És una església d'una sola nau, capçada a nord amb capçalera plana. Té coberta amb volta de canó amb llunetes dividida en dos trams per dos arcs torals, i recolzada sobre un fris motllurat. La volta sosté un llosat a doble vessant. A la nau s'obren quatre capelles laterals, dos a cada banda, a través d'arcs de mig punt. L'interior de l'església és arrebossat i els paraments externs a pedra vista. La porta d'accés, en arc rebaixat, es troba al mur meridional, façana que és rematada per un òcul circular. A la cantonada sud-oest s'adossa un campanar de torre de dos nivells: un d'inferior de secció quadrangular, i un de superior de secció octogonal, rematat per una coberta piramidal de llosa.

## Història
El lloc de Solanell és esmentat l'any 941. Trenta anys més tard apareix el primer esment de l'església de Sant Julià. La parròquia de Solanello també apareix esmentada a l'acta de consagració de la catedral de la Seu d'Urgell. A finals del segle xiv, a la relació de la dècima del Bisbat d'Urgell de 1391, consta que el rector de l'església de Solanell hi va contribuir amb quinze sous. La vila de Solanell va formar part durant l'edat mitjana, i encara més tardanament a la jurisdicció del vescomtat de Castellbò.